# Jordyn Brooks
Jordyn Brooks (Dallas, 21 ottobre 1997) è un giocatore di football americano statunitense che milita nel ruolo di linebacker per i Miami Dolphins della National Football League (NFL).

## Carriera universitaria
Brooks fu premiato come freshman All-American da 24/7 Sports  e come menzione onorevole della Big 12 Conference dopo avere guidato Texas Tech con 86 tackle nella sua prima stagione. L'anno seguente terminò terzo nella squadra con 89 tackle, venendo ancora nominato con la menzione onorevole della Big 12.
Prima della sua ultima stagione, Brooks era visto come uno dei possibili candidati al Butkus Award e fu nominato il miglior prospetto tra gli inside linebacker prospect dall'analista di ESPN Mel Kiper. Mise a segno 19 placcaggi e 3 sack nella vittoria a sorpresa su Oklahoma State il 5 ottobre 2019 venendo premiato come difensore della settimana della Big 12 e come miglior difensore della NCAA della settimana dalla Football Writers Association of America e dalla Walter Camp Football Foundation. Chiuse la stagione venendo inserito nella formazione ideale della Big 12 e nel Second team All-American dopo avere fatto registrare 108 tackle, inclusi 20 con perdita di yard, e 3 sack. Brooks chiuse la carriera universitaria con 367 tackle (settimo nella storia dell'istituto), 33 placcaggi con perdita di yard, 7 sack e 2 intercetti.

## Carriera professionistica

### Seattle Seahawks
Brooks fu scelto nel corso del primo giro (27º assoluto) del Draft NFL 2020 dai Seattle Seahawks. Debuttò come professionista nella vittoria del primo turno contro gli Atlanta Falcons mettendo a segno un placcaggio. Dopo l'infortunio di Bruce Irvin nella settimana 2, Brooks fu nominato titolare per la gara del terzo turno contro i Dallas Cowboys dove mise a segno un tackle prima di infortunarsi. Nella settimana 13 contro i New York Giants guidò la squadra con un massimo stagionale di 10 tackle. La sua annata da rookie si chiuse con 57 placcaggi in 14 presenze, 6 delle quali come titolare.
Dopo l'addio di K.J. Wright, Brooks divenne stabilmente titolare nella stagione 2021. Ebbe anche una striscia di 9 partite con almeno 10 placcaggi, il massimo per un giocatore della NFL da Zach Thomas nel 2004. Nell'ultimo turno stabilì due record di franchigia: con 20 tackle pareggiò quello per tackle in una singola gara e con 184 fece registrare un nuovo massimo stagionale. La sua annata si chiuse come leader della NFL in tackle solitari (109), mentre si classificò secondo in placcaggi totali.
Nel 2022 Brooks ebbe un massimo stagionale di 16 tackle in due partite, nella settimana 10 e nella settimana 12. Nel penultimo turno si ruppe il legamento crociato anteriore contro i New York Jets. La sua annata si chiuse con 161 placcaggi (sesto nella NFL), un sack, un fumble forzato e 5 passaggi deviati.
Il 2 maggio 2023 i Seahawks annunciarono che non si sarebbero avvalsi dell'opzione per un quinto anno sul contratto di Brooks. Tornò in campo nel primo turno della stagione mettendo a segno 12 tackle nella sconfitta contro i Rams. Nella settimana 4, nel giorno in cui i Seahawks pareggiarono il record di franchigia con 11 sack, ne mise a segno due su Daniel Jones nella vittoria sui New York Giants. Nel settimo turno guidò la squadra con 9 placcaggi (di cui due con perdita di yard), 0,5 sack e due passaggi deviati nella vittoria sui Cardinals. Nella gara del Giorno del Ringraziamento mise a segno un intercetto su Brock Purdy dei San Francisco 49ers ritornandolo per 12 yard in touchdown.

### Miami Dolphins
L'11 marzo 2024 Brooks firmò con i Miami Dolphins un contratto triennale del valore di 30 milioni di dollari. Nella prima stagione con la nuova squadra si classificò decimo nella NFL con 143 placcaggi.